# Helena Emingerová
Helena Emingerová (17. srpna 1858, Praha-Nové Město – 4. srpna 1943, Praha) byla ilustrátorka, grafička a malířka, pseudonym A. Holanová.

## Život
Narodila se v rodině JUDr. Johanna Emingera (1826–1876) a jeho manželky Julie, rozené Mužíkové (1828). Měla tři sourozence: profesorku pražské konzervatoře Kateřinu (1856–1934), profesorku francouzštiny Julii (1860) a Prokopa (1864), který po dokončení studia práv zemřel na tuberkulózu.
Na doporučení Amálie Mánesové studovala soukromě u Karla Javůrka a v c. k. všeobecné kreslířské škole v Praze u Emila Reyniera (1882). Pokračovala studiem kresby u Wilhelma Dürra v r. 1890 a rok poté navštěvovala kursy Gustava Courtoise na Colarossiho akademii v Paříži. V technice leptu se zdokonalila u prof. M. Dasia v Mnichově v r. 1896. Podnikla i studijní cestu do Itálie (1891) a často jezdila do Mnichova za polskou malířkou Olgou Boznańskou a do Paříže za Františkem Bílkem a Zdenkou Braunerovou. 
Během studií kopírovala obrazy v drážďanské galerii (1882) a v mnichovské Pinakotéce (1884). Zabývala se figurální a portrétní tvorbou a patřila k zakladatelské generaci moderní české grafiky. Její oblíbenou technikou byl pastel a lept. Pod vlivem Fr. Bílka vznikají i sochařské pokusy, vč. dřevořezby Kristovy hlavy.
Díky své sestře Kateřině, která se jako klavíristka a profesorka konzervatoře pohybovala v aristokratických rodinách, měla Helena možnost živit se jako malířka portrétů. Postupně (přibližně po dobu dvaceti let) působila v aristokratických rodinách nejenom v Čechách, Polsku, Rakousku a Uhersku, ale i ve Francii, Německu a Rusku. Důležitou součástí jejího díla byla také sociální tematika.
V Praze III, bydlela na adrese Všehrdova 5. Poslední léta života strávila v Kostelci nad Černými lesy, kde vytvořila i několik kreseb a pláten s městskými motivy. Do Kostelce jezdila nejdříve do Diakonie (Lázeňská 462), později pobývala v domku č. p. 567 v Ruské ulici.
Zemřela roku 1943 a byla pohřbena v rodinném hrobě na Olšanských hřbitovech.

## Dílo
Tvorba Heleny Emingrové je v počátečním období spojována zejména s technikou pastelu. Arne Novák (1902) poukazuje na šířku její citlivé portrétní tvorby šlechtičen, umělkyň, malířek, hudebnic, spisovatelek a zejména dětí. Zároveň zmiňuje její význam v oblasti grafiky: "Její lepty po čistě technické stránce stojí v první řadě českých umělců, ovládajících toto moderní umění - mají sílu reliéfu a působivost plastiky." Portrétní tvorbě Heleny Emingrové se věnuje i Růžena Jesenská (1916): "Nalezneme na jejích cestách uměleckých tu a tam s láskou načrtnutou krajinu, jako v mlze kus řeky, milý kout města, ale hlavní doména její jest portrét." A dále píše "Helena Emingrová má užasnou paměť, a nejen podoba, ale i určitá vybádaná zajímavost nitra neztrácí se jí snadno a odnáší si ji i s možností reprodukce z koncertů, společnosti, ulice ..." Arthur Novák (1939) z časového hlediska řadí Helenu Emingrovou mezi zakladatele moderní české grafiky. Její první pokusy jsou datovány obdobím 1896 až 1898. Postupně tvoří v technikách suché jehly, liniového leptu a litografie. Její soupis grafického díla obsahuje 46 položek.
Přestože hlavní doménou malířské tvorby Heleny Emingrové byl portrét, její drobná krajinářská privatissima dosahují vysoké úrovně citlivosti a odrážejí impresionistické (oleje V zahradě a V přístavu) a secesní (pastel U potůčku) dobové tendence, které můžeme pozorovat u předních žáků Mařákovy školy. 
Helena Emingerová je autorkou ilustrovaných národních pořekadel a přísloví Příroda a děti (nakl. Grosman a Svoboda). Pro mateřské školy připravila ilustrovanou naučnou knihu s názvem Pekaři.  Dále ilustruje Učebnici francouzského jazyka pro školy občanské, jejíž autorkou je její sestra Julie Emingerová. Václav Neubert vydává v r. 1946 reprodukce jejích kreseb na šesti pohlednicích s názvem Děti z opatrovny.
Významný soubor jejích portrétních kreseb a grafických listů je ve sbírce Památníku národního písemnictví. Rovněž Česká Diakonie byla vlastníkem vetšího počtu olejů, kreseb a pastelů z pozůstalosti autorky, které v roce 2022 byly draženy (přibližně 70) pražskou aukční společností OriginalArte.

### Členství ve spolcích
Již v roce 1879 ve svých jednadvaceti letech debutovala na umělecké výstavě Krasoumné jednoty v Praze. Členkou Spolku výtvarných umělců Mánes byla v letech 1898–1905. Patřila k zakladatelské generaci Jednoty umělců výtvarných, se kterou vystavovala v letech 1898-1943. Dále patřila mezi významné členy Sdružení českých umělců grafiků Hollar a vystavovala s Kruhem výtvarných umělkyň.

### Zastoupení ve sbírkách
- Národní galerie v Praze, např. obraz Děvčátko ze siročince a soubor kreseb
- Národní muzeum v Praze, např. obraz Podobizna dr. Albína Bráfa a Podobizna Václava Bráfa
- Galerie Středočeského kraje v Kutné Hoře, např. obrazy Matka s dítětem a Holandská dívka
- Oblastní galerie Liberec, např. obrazy Portrét malíře Zavřilého a Podobizna malíře Karla Javůrka
- Galerie výtvarného umění v Hodoníně, např. obraz Portrét stařeny
- Památník národního písemnictví, soubor kreseb a grafiky
- Lobkowiczké sbírky, např. obrazy Princezna Wilhelmina Lobkowicz a Princezna Gabriela Lobkowicz

## Galerie

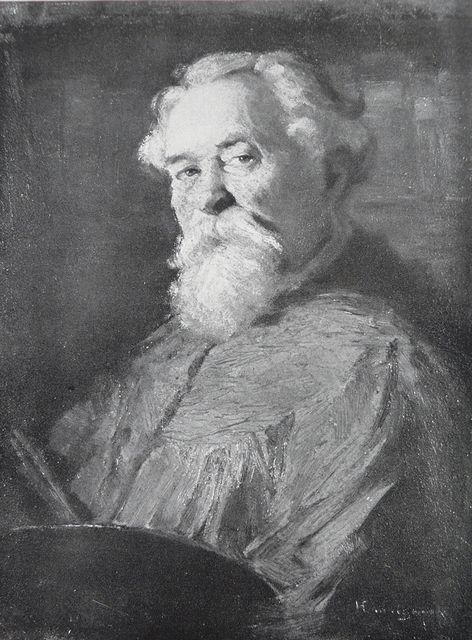
Helena Emingerová Portrét malíře K. Javůrka
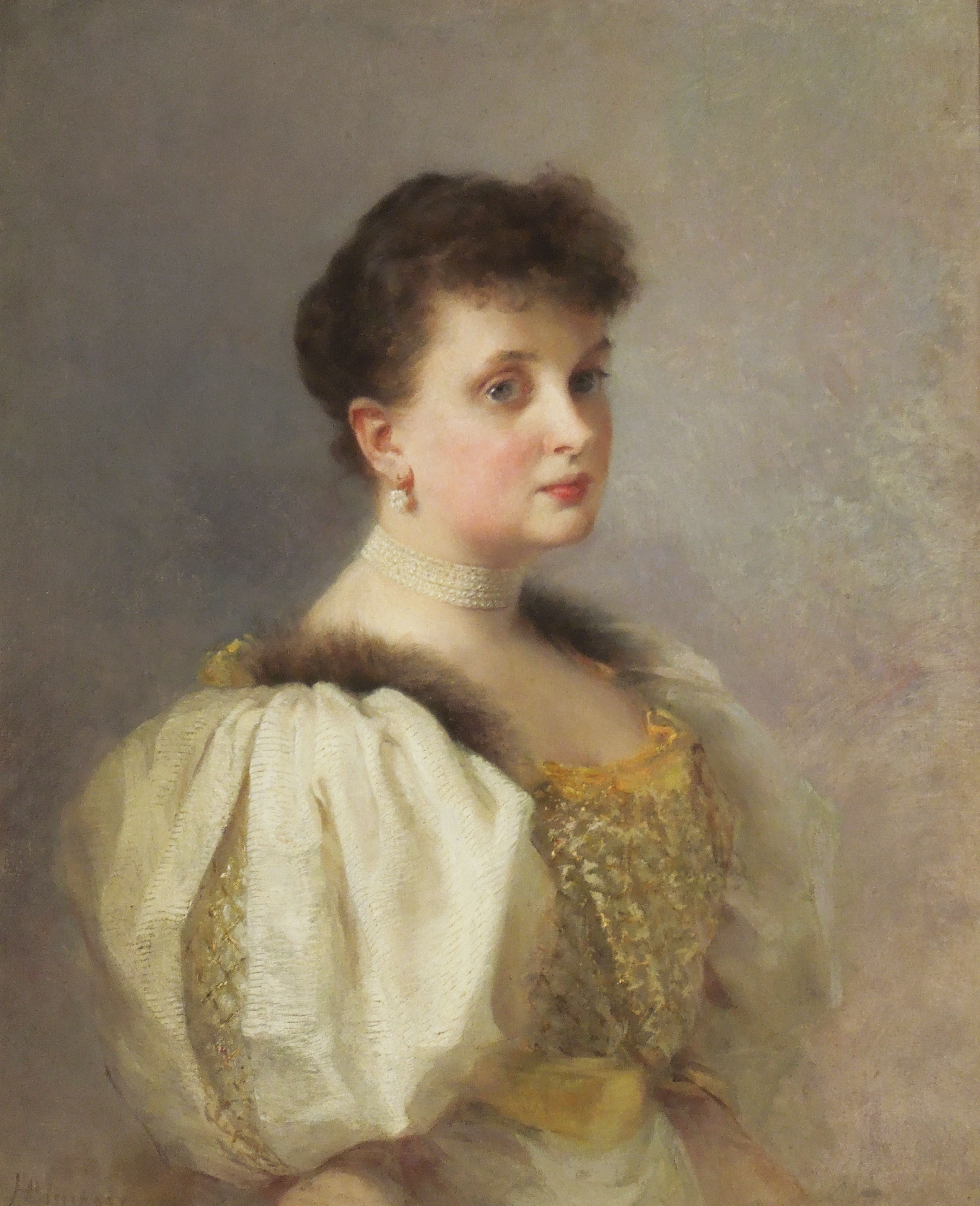
Helena Emingerová Princezna Gabriela Lobkowicz
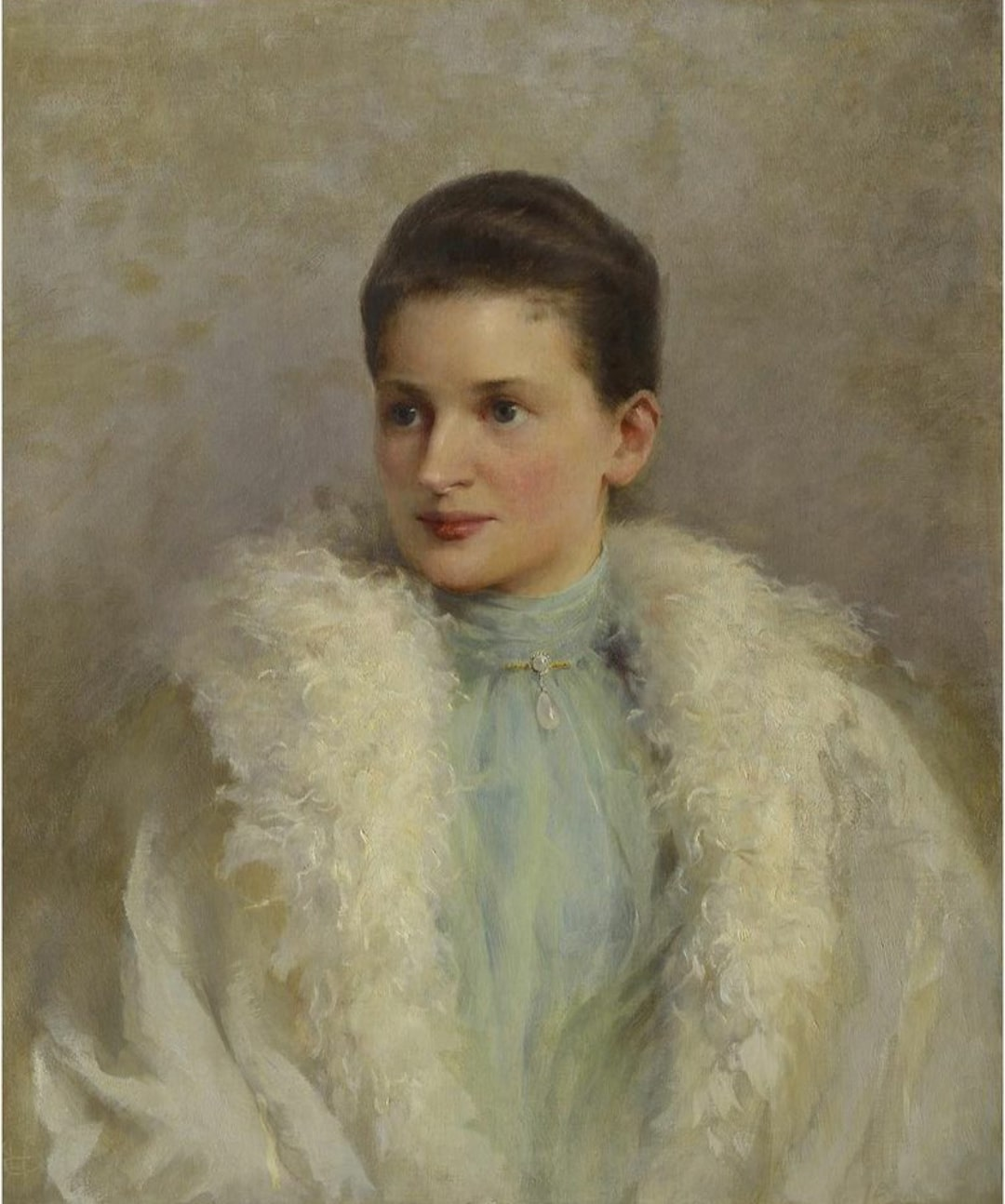
Helena Emingerová Princezna Wilhelmina Lobkowicz
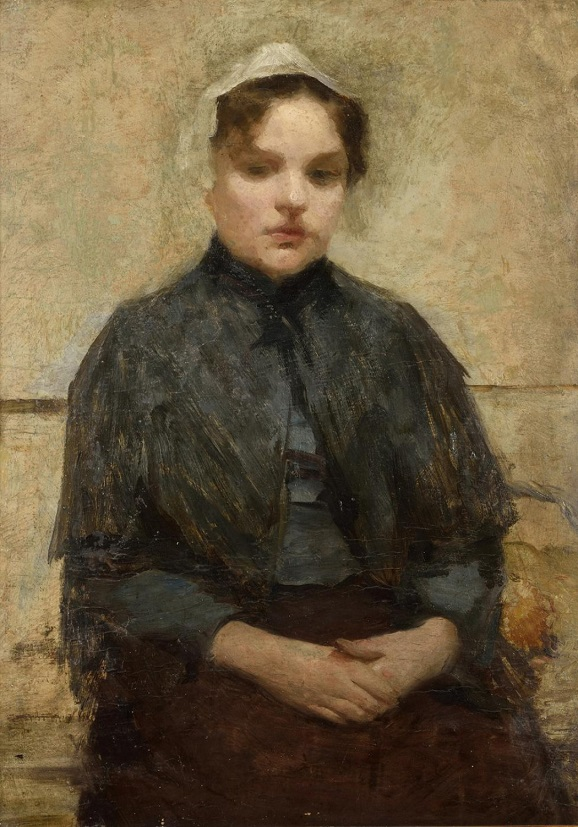
Helena Emingerová Holandská dívka
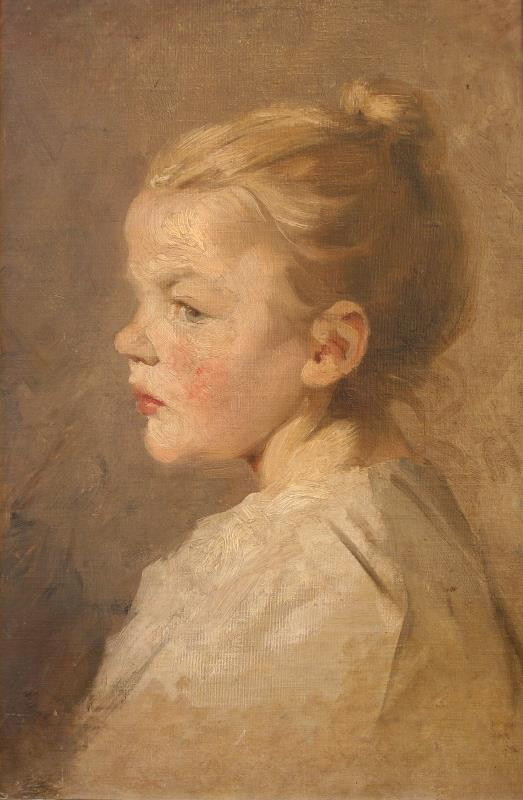
Helena Emingerová Studie děvčátka
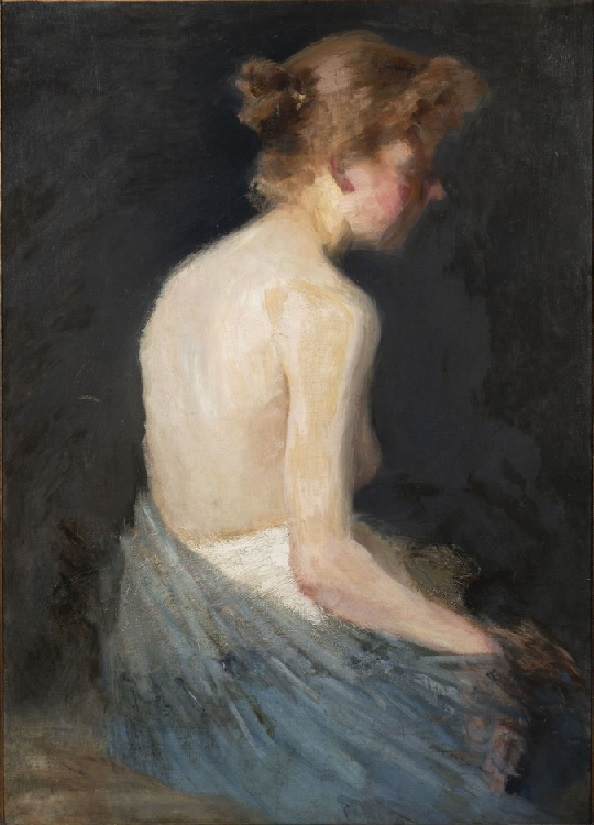
Helena Emingerová Půlakt
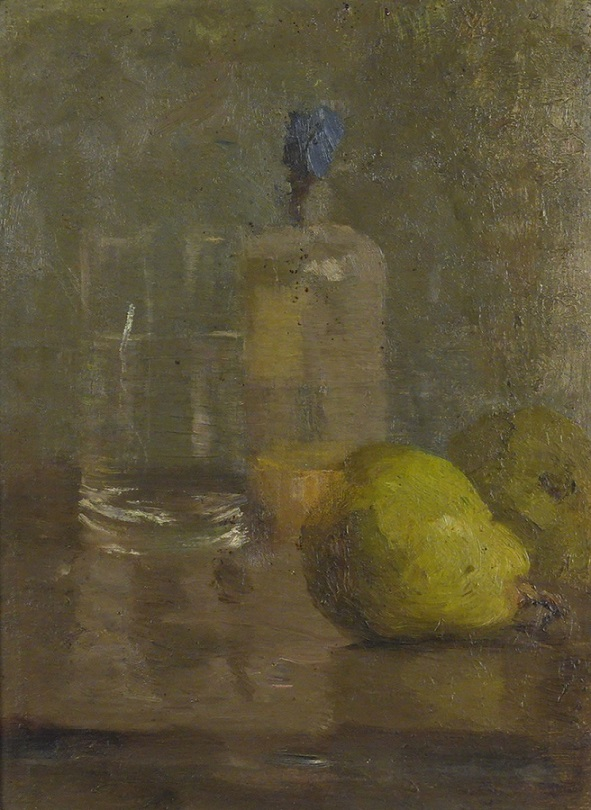
Helena Emingerová Zátiší s hruškou
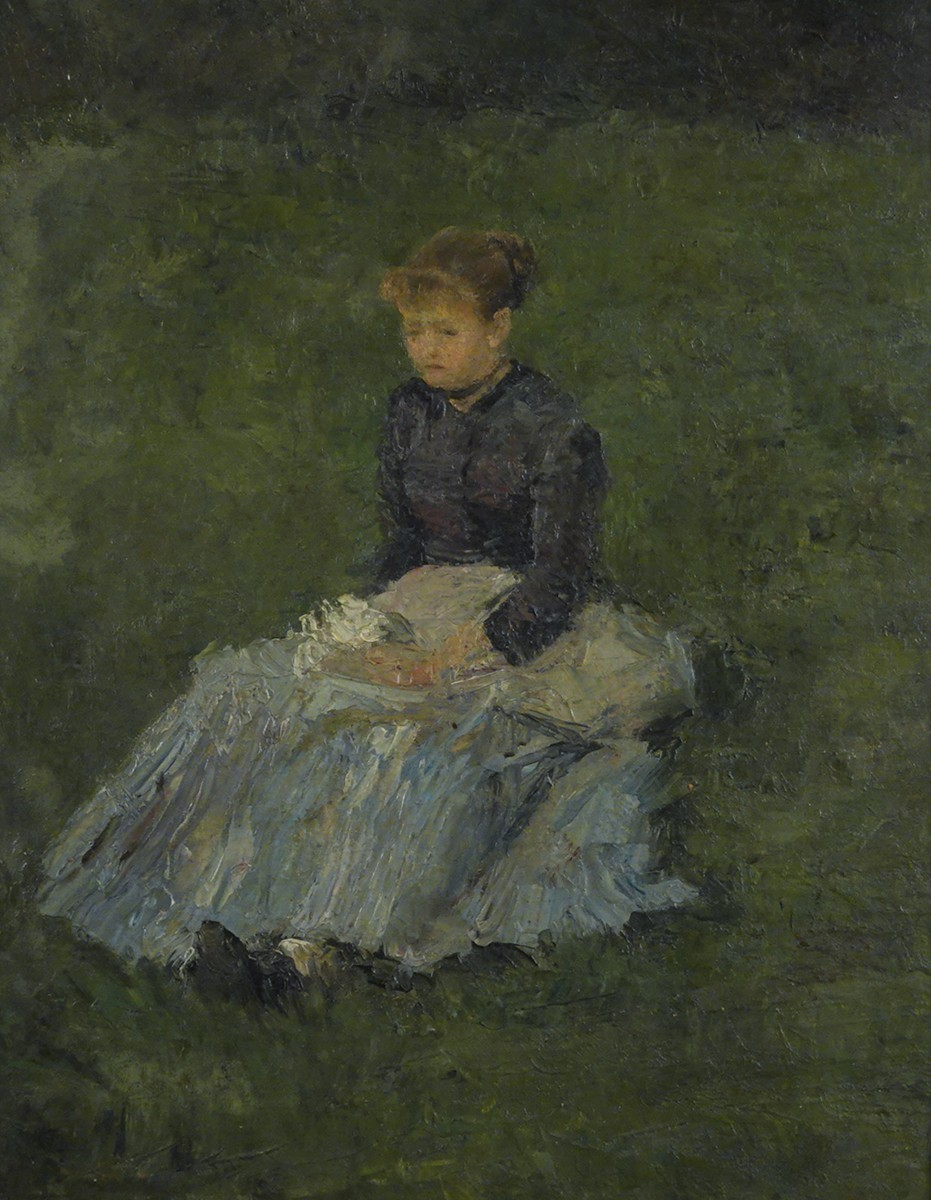
Helena Emingerová Děvče s kytičkou
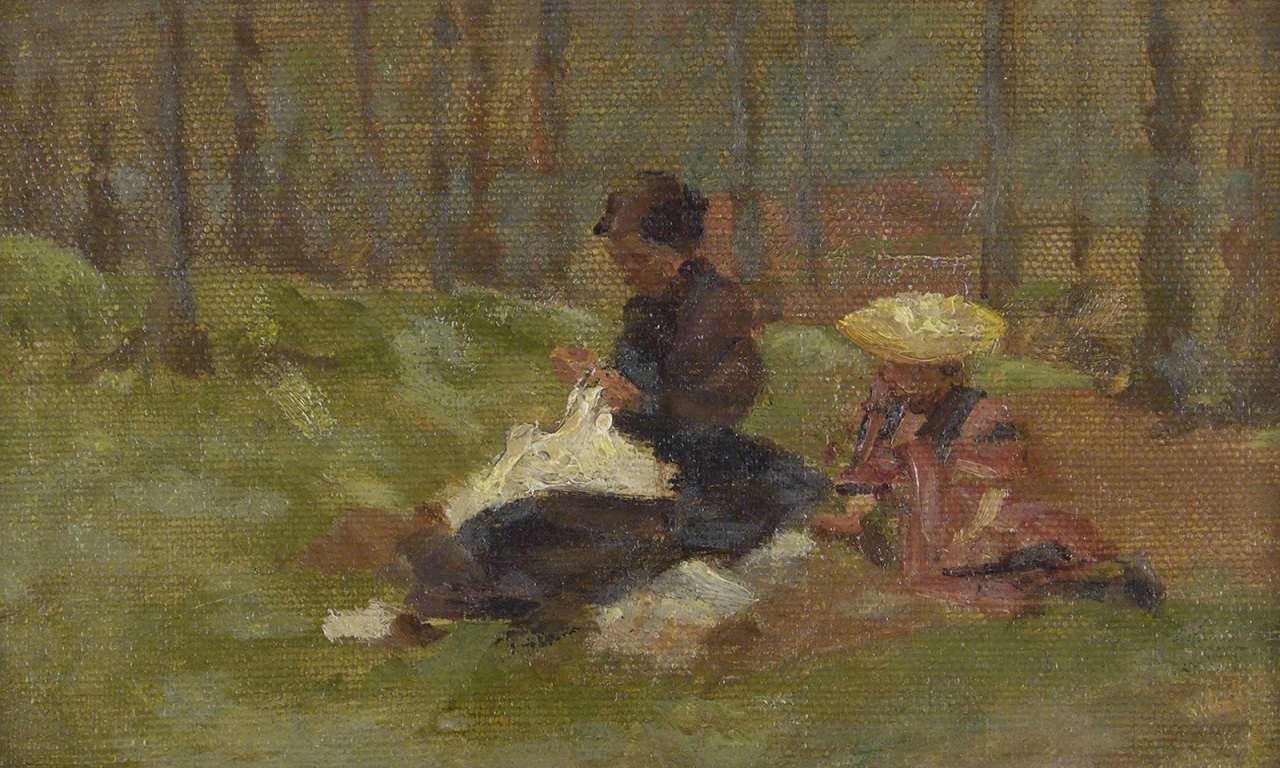
Helena Emingerová Letní odpoledne
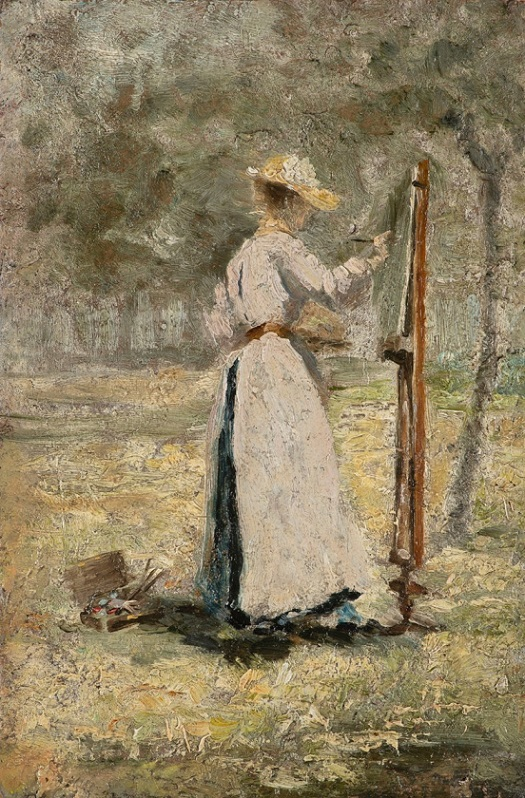
Helena Emingerová Malířka
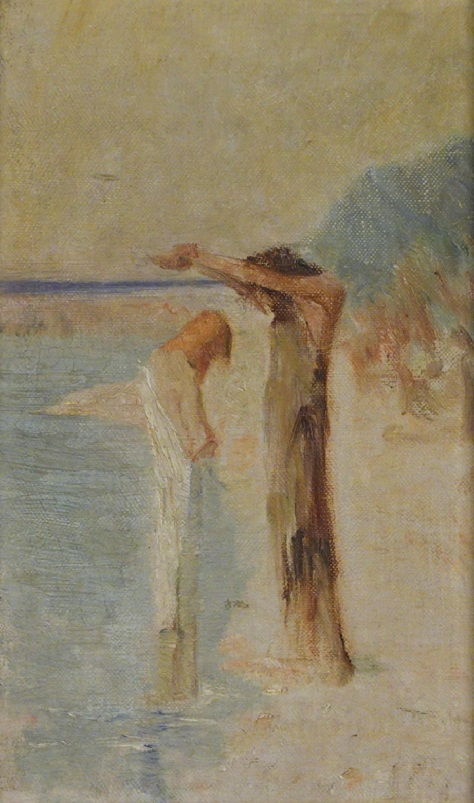
Helena Emingerová Jan Křtitel
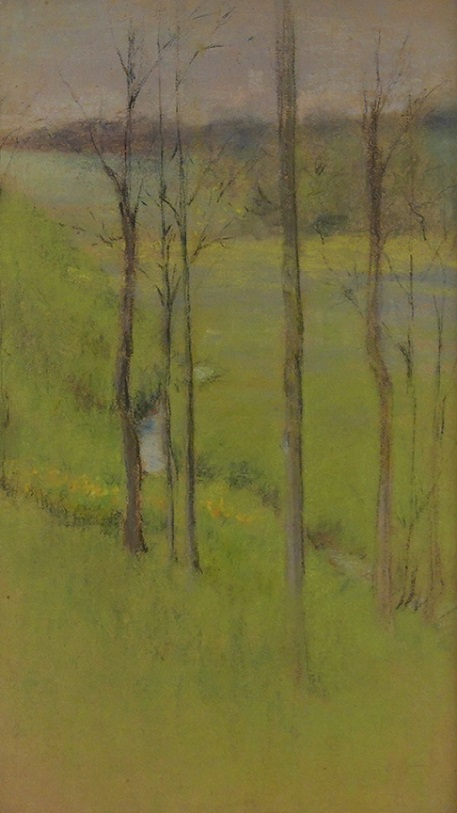
Helena Emingerová U potůčku (pastel)
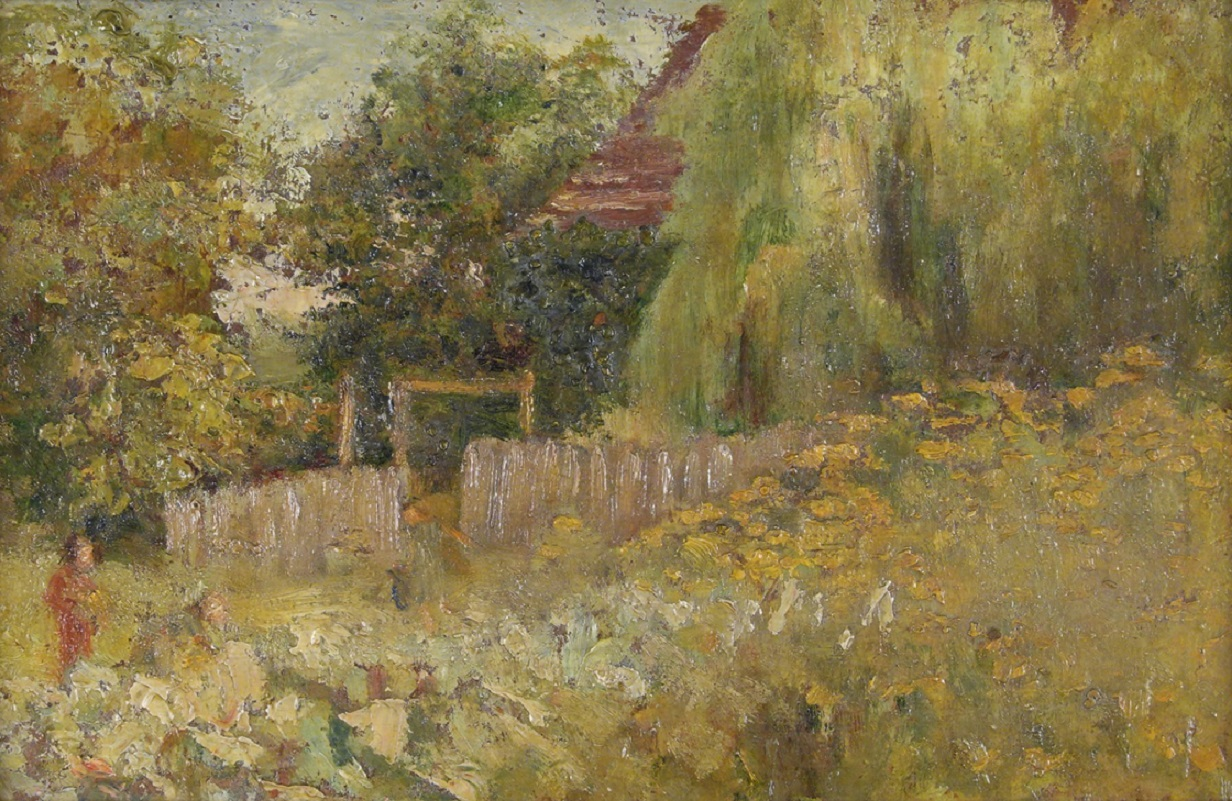
Helena Emingerová V zahradě
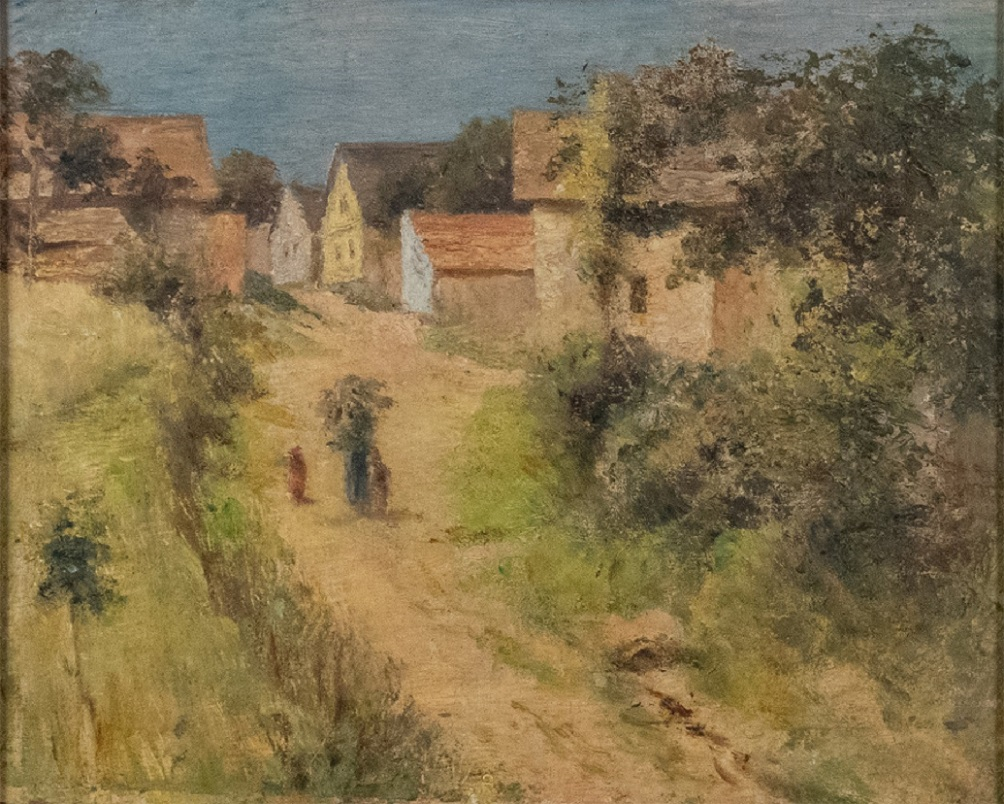
Helena Emingerová Poustka v Kostelci nad Č. L.
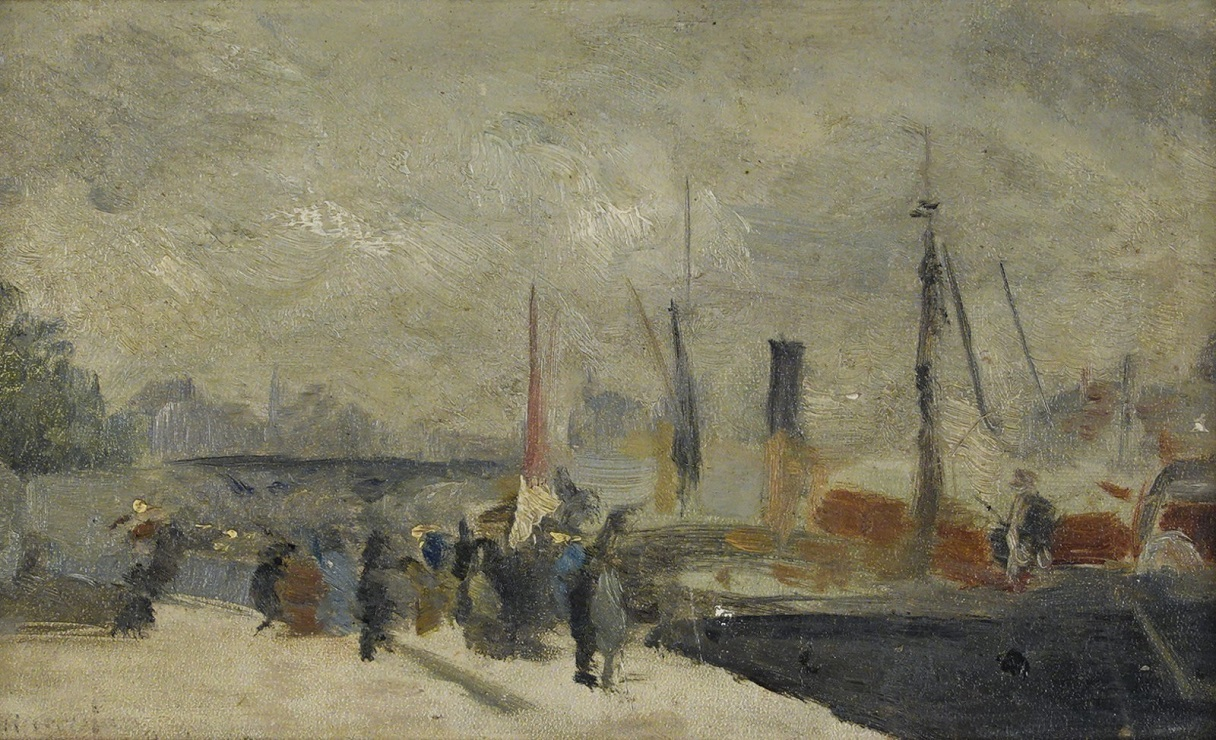
Helena Emingerová V přístavu
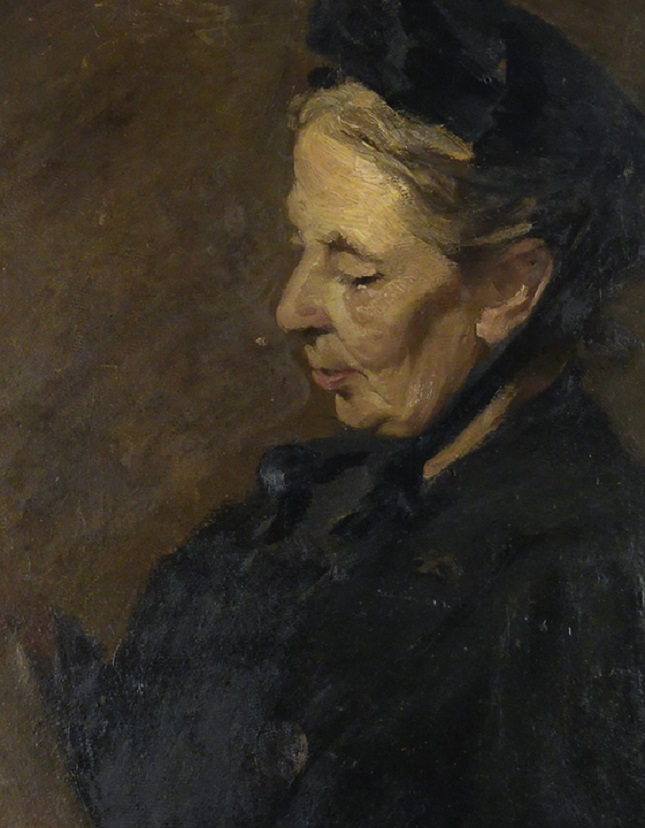
Helena Emingerová Čtenářka
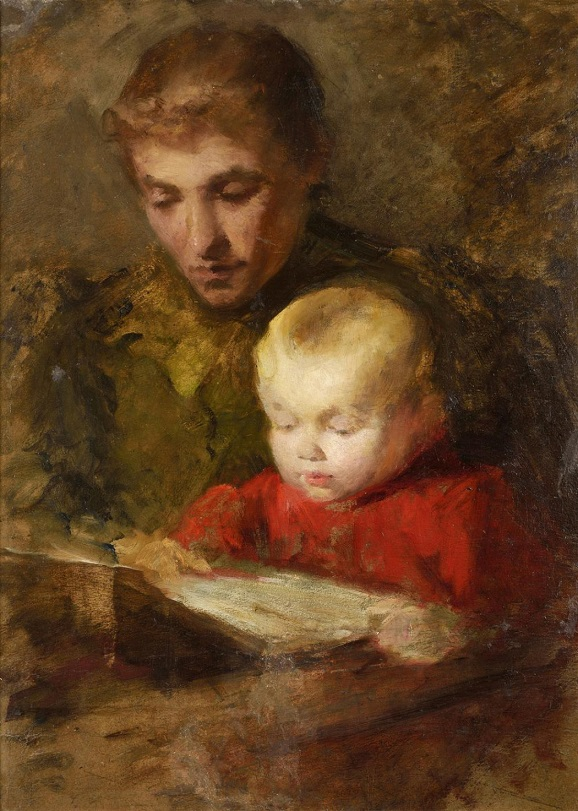
Helena Emingerová Matka s dítětem
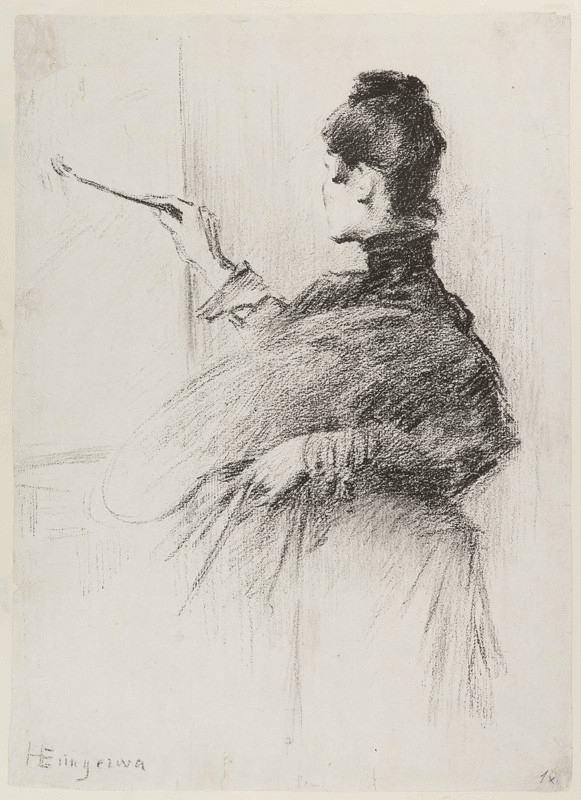
Helena Emingerová Podobizna malířky Olgy Boznańské (1899)
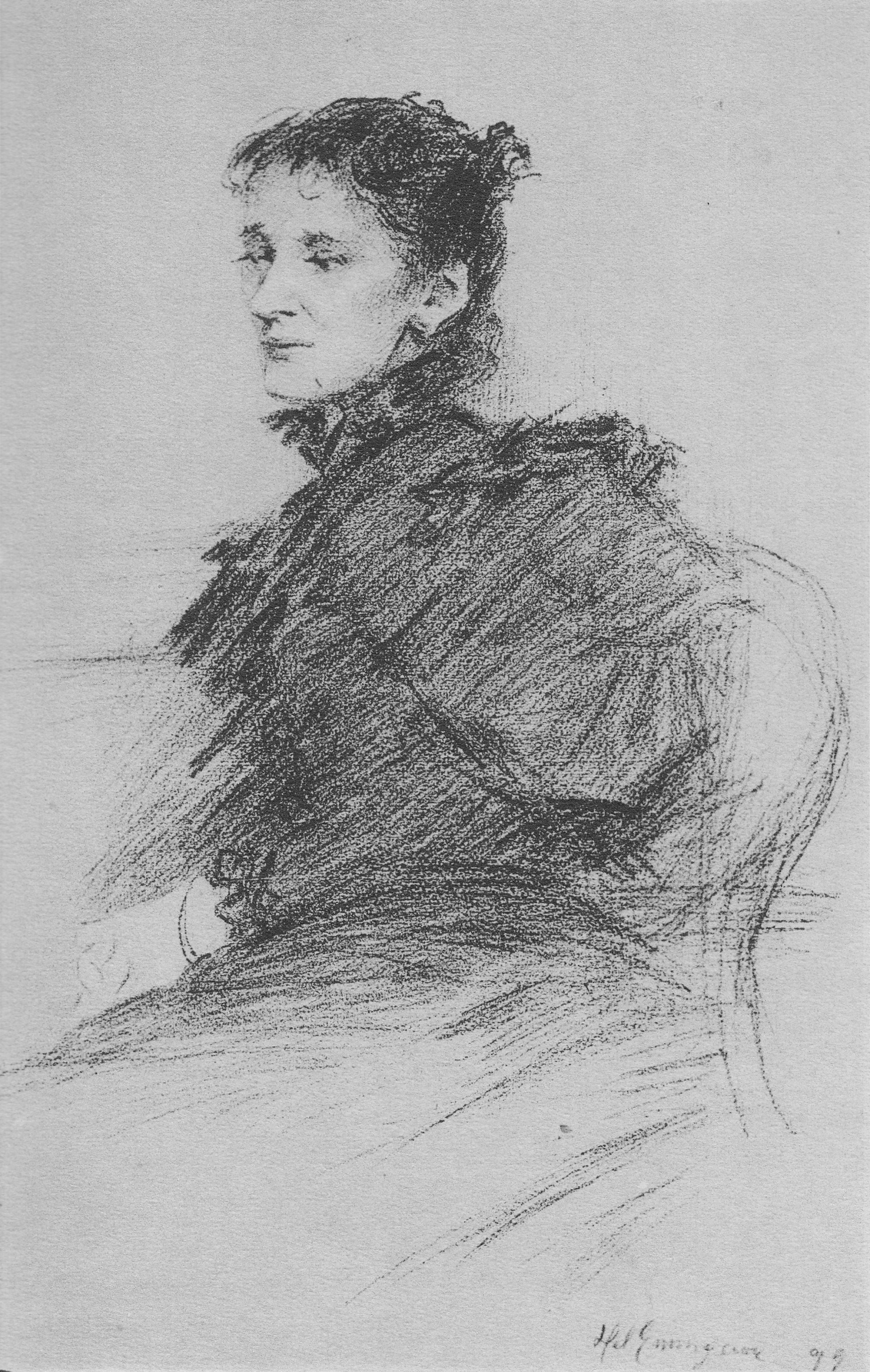
Helena Emingerová Portrét Marie Kalašové (1899)
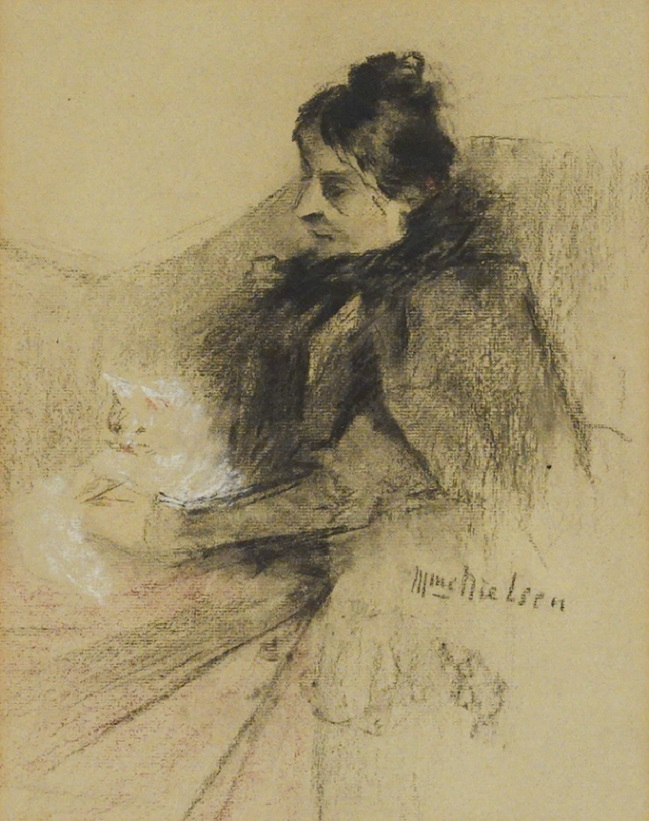
Helena Emingerová Mme Nielsen
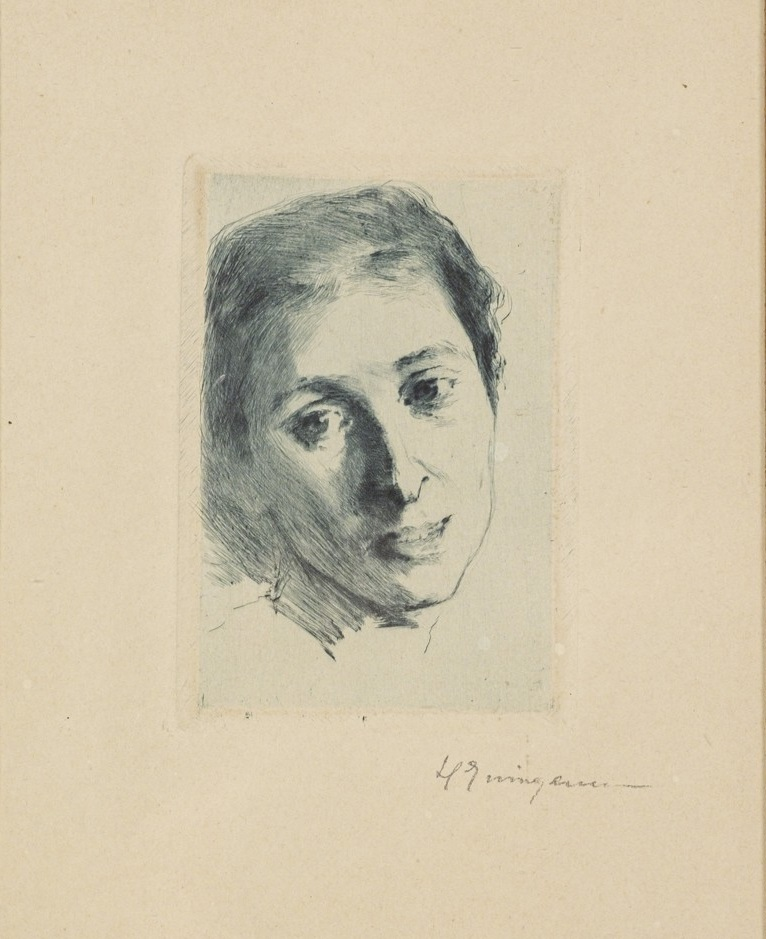
Helena Emingerová Podobizna dámy (lept)
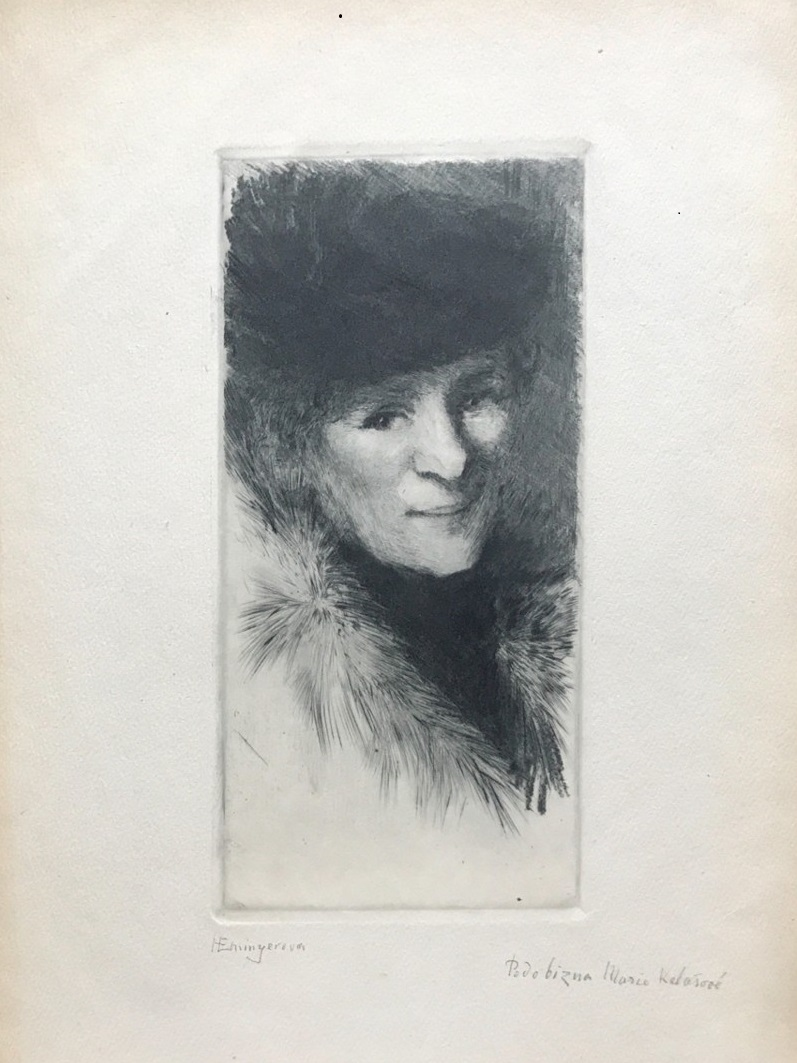
Helena Emingerová Portrét M. Kalašové (lept)
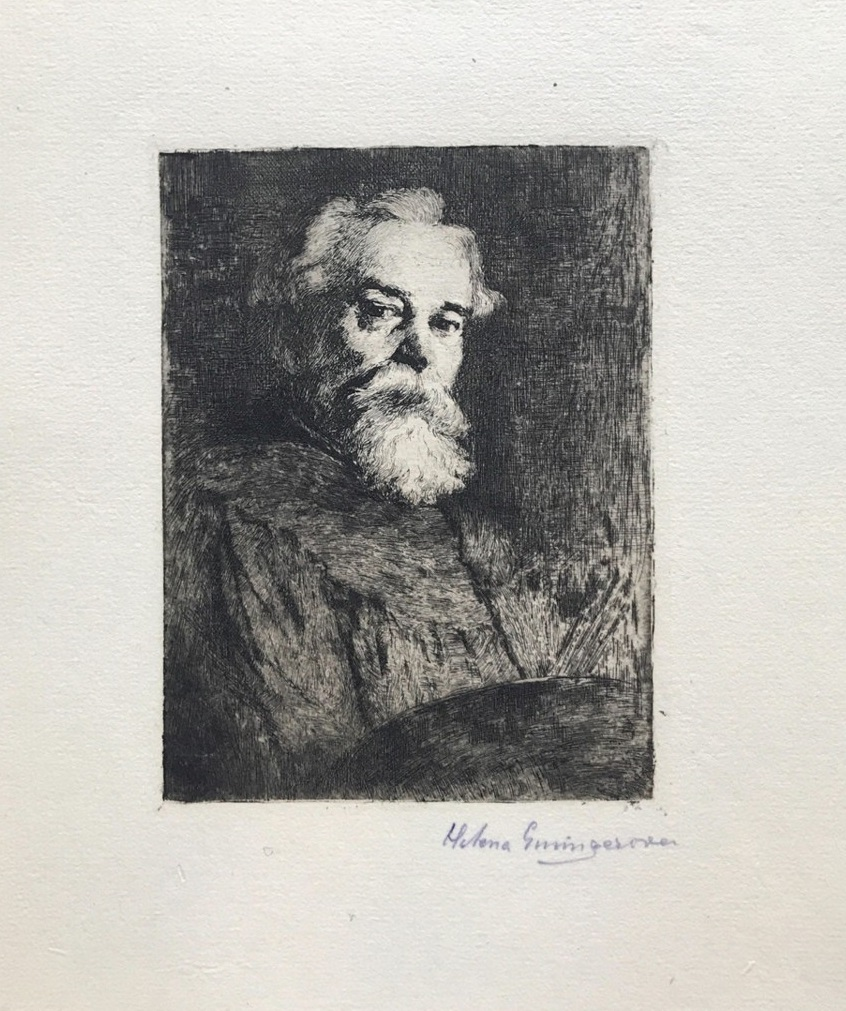
Helena Emingerová Portrét mal. Javůrka (lept)